# ایستر
شهر ایستر (به فرانسوی: Istres) در شهرستان بوش دو رون در ناحیه پروانس آلپ-کوت دازور با جمعیت ۴۲٬۰۹۰ نفر در کشور فرانسه واقع شده‌است